# إن 400 (العلوم العصبية)
يمثل «إن» 400 أحد مكونات إشارات تخطيط كهربية الدماغ المحددة زمنيًا والمعروفة باسم الجهود المرتبطة بالحدث (إي آر بّي). يمكن اعتبار «إن» 400 انحرافًا سلبيًا مع ذروة تصل إلى 400 مللي ثانية تقريبًا بعد بداية التنبيه، على الرغم من إمكانية تمدده من 250-500 مللي ثانية، وعادة ما يصل إلى الحد الأقصى على مواقع القطب الكهربي المركزي الجداري. يمثل «إن» 400 جزءًا من استجابة الدماغ الطبيعية للكلمات والمنبهات الأخرى ذات المعنى (أو التي تحمل معنى محتمل)، بما في ذلك الكلمات البصرية والسمعية، وإشارات لغة الإشارة، والصور، والوجوه، والأصوات البيئية والروائح.

## النظريات
ما يزال هناك جدل مستمر حول النوع الدقيق من عمليات الاستيعاب والمعالجة العصبية التي يعمل «إن» 400 على تأشيرها. يعتقد بعض الباحثين بحدوث العمليات الأساسية المنعكسة في «إن» 400 بعد التعرف على التنبيه. على سبيل المثال، يعتقد براون وهاغورت (1993) بحدوث «إن» 400 في وقت متأخر من مسار المعالجة، ويعكس تكامل معنى الكلمة مع السياق السابق (انظر كوتاس آند فيدرماير، 2011، للمناقشة). مع ذلك، لم ينجح هذا المنظور في تفسير سبب ظهور بعض العناصر في «إن» 400 على الرغم من عدم امتلاكها أي معنى في حد ذاتها (على سبيل المثال، الكلمات الزائفة دون ارتباطات محددة). يعتقد باحثون آخرون بحدوث «إن» 400 في مرحلة مبكرة أكثر، قبل التعرف على الكلمات، إذ يمثل تحليل اللغويات العصبية، أو قواعد الكتابة أو النطقيات.
تفترض التفسيرات الأحدث أن «إن» 400 عبارة عن نطاق أوسع من العمليات المسؤولة عن تأشير الوصول إلى الذاكرة الدلالية. وفقًا لهذا التفسير، يمثل «إن» 400 الربط بين المعلومات المستنبطة من مدخلات المنبه من جهة والتمثيلات من الذاكرتين قصيرة الأمد وطويلة الأمد من جهة أخرى (مثل السياق الأحدث، والوصول إلى معنى الكلمة في الذاكرة طويلة الأمد) لتعملا معًا بهدف خلق المعنى من المعلومات المتاحة في السياق الحالي (فيدرماير آند لازلو، 2009؛ انظر كوتاس آند فيدرماير، 2011).
يتمثل تفسير آخر في قدرة «إن» 400 على عكس خطأ التنبؤ أو المباغتة. كانت المباغتة القائمة على الكلمات مؤشرًا قويًا على سعة «إن» 400 في الجزء الأساسي من «إي آر بّي». بالإضافة إلى ذلك، يمكن للنماذج الربطية الاستفادة من أخطاء التنبؤ للتعلم والتكيف اللغوي، وتمتلك هذه النماذج القدرة على تفسير العديد من نتائج «إن» 400 / «بّي» 600 فيما يتعلق بانتشار خطأ التنبؤ بالنسبة إلى التعلم.
قد يعكس «إن» 400 أيضًا مزيجًا من هذه العوامل أو العوامل الأخرى. يجادل نيولاند وآخرون (2019) بأن «إن» 400 مؤلف في الحقيقة من مكونين فرعيين، مع إمكانية التنبؤ من شأنها التأثير على الجزء المبكر من «إن» 400 (200-500 مللي ثانية بعد بداية التنبيه) ومعقولية من شأنها التأثير على الجزء الأخير (350-650 مللي ثانية بعد بداية التنبيه). يشير هذا إلى قدرة «إن» 400 على عكس الوصول إلى الذاكرة الدلالية (التي تُعد حساسة للتنبؤ) والتكامل الدلالي (الذي يُعد حساسًا للمعقولية) على حد سواء.
مع التقدم المستمر في الأبحاث المتعلقة بمجال الفيزيولوجيا الكهربية، من المرجح خضوع هذه النظريات للعديد من عمليات التنقيح لتشمل وصفًا كاملًا لما يمثله «إن» 400.